# Kemtvätt

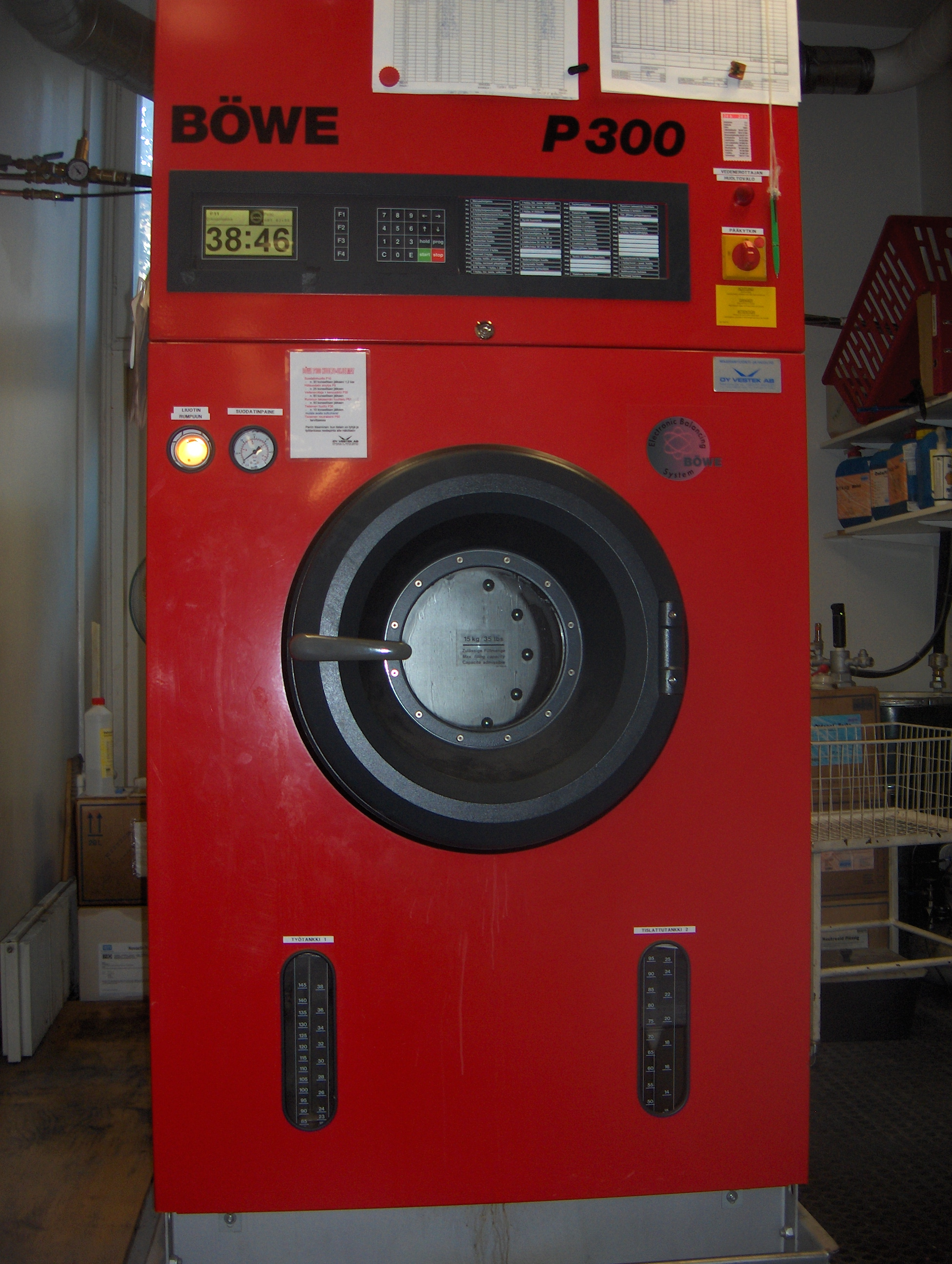
Tvättmaskin för kemtvätt.

Kemtvätt, kemisk tvätt, är en rengöring av textilier i annat lösningsmedel än vatten. Istället används organiskt lösningsmedel, vanligen kolväte. I början av 1800-talet användes bensin och terpentin. För hemkemtvätt används bland annat ett lösningsmedel med produktnamnet Varnolen (kristallolja). 
I kemtvätterier används bland annat perkloretylen och tidigare även trifluortrikloretan som dock förbjöds för all användning från och med 1995 på grund av dess inverkan på ozonskiktet. Numer används även det miljövänligare alternativet koldioxid (CO2). En miljövänlig tvättmetod som kommer starkt är "Wet-Clean", en vattenbaserad tvätt som används på plagg som tidigare bara gått att kemtvätta.
Kemtvätt används på material som inte bör tvättas i vatten, exempelvis läder, mocka, ylle och päls. Vanligen utförs kemtvätt i speciella maskiner som både tvättar och torkar.

## Galleri

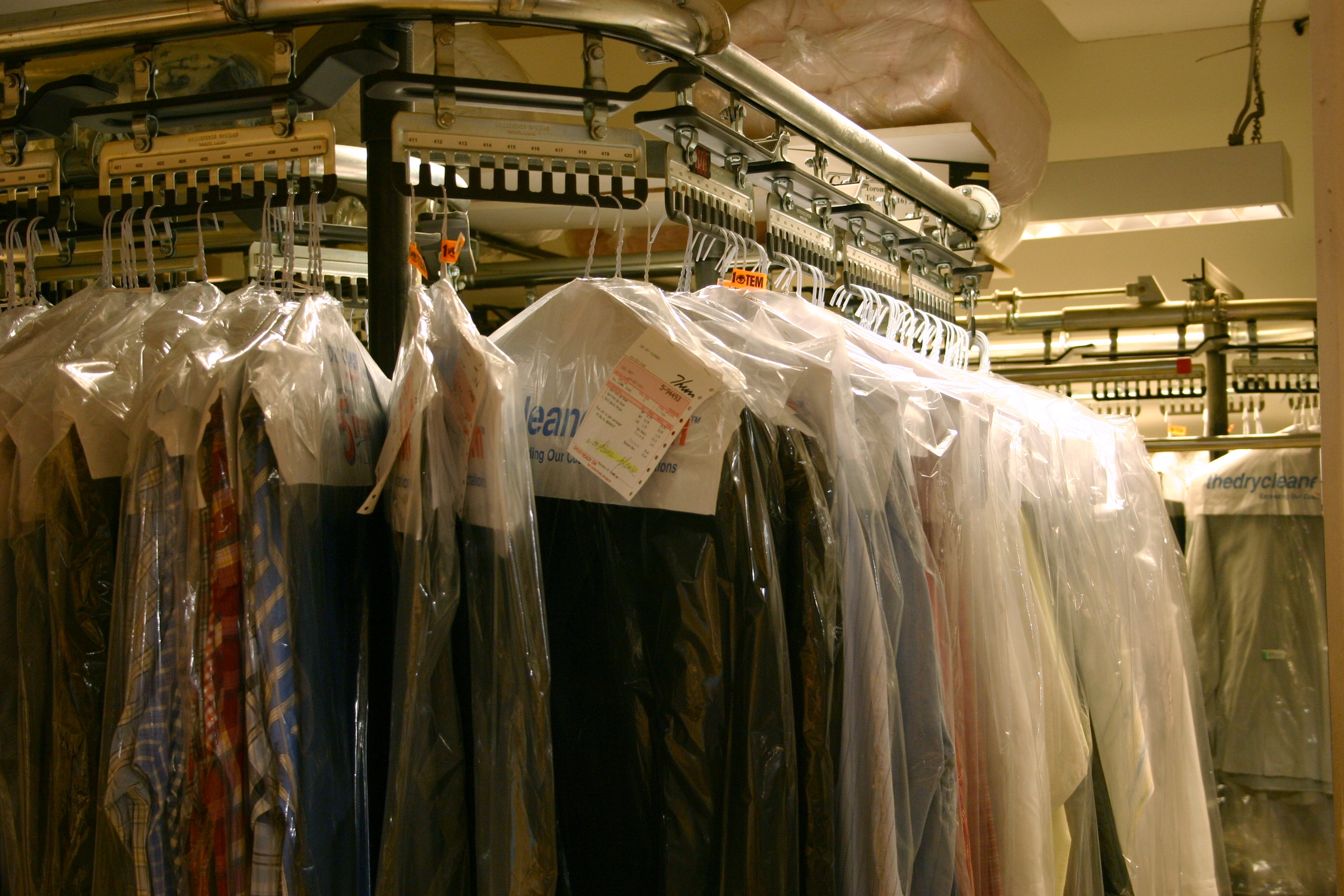
Nytvättade plagg på trådgalge och med plastöverdrag.
Tvättsymbol för kemtvätt (alla vätskor).
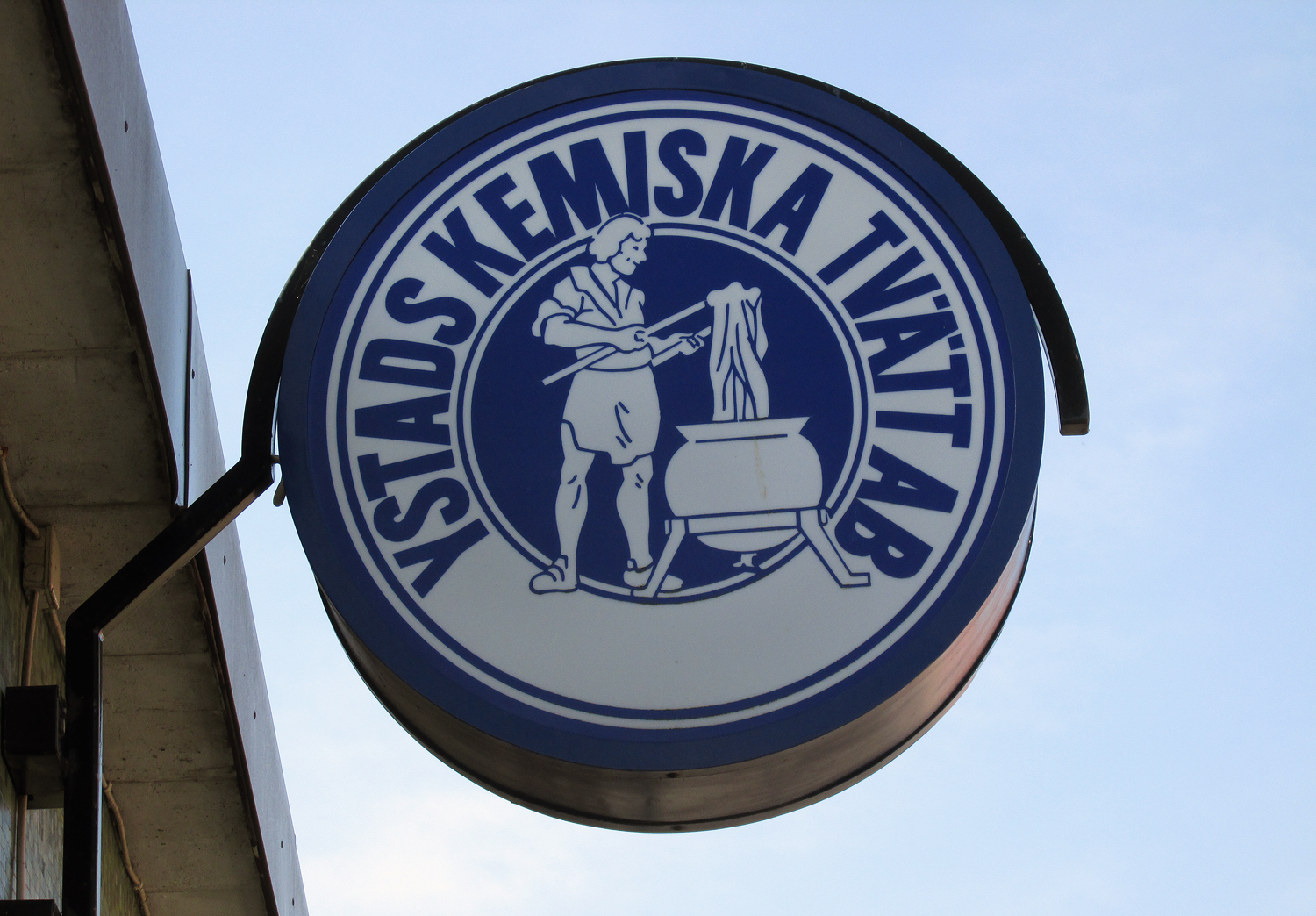
Skylt till en kemtvätt.